# Lago Osisko
O lago Osisko, situado em Abitibi-Témiscamingue, banha a cidade de Rouyn-Noranda, província de Quebec, Canadá.

## Toponímia
Osisko significa rato almiscarado em dialeto algonquino. Este lago é também conhecido sob o nome de Lago do Rato Almiscarado e Lago Tremoy, nome de um sindicato mineiro que financiou as viagem de exploração de Edmund Horne pela região.

## História
Em 1920 Edmund Hore descobre uma grande jazida de ouro e cobre sobre a margem norte do lago. O lago serviria logo de base para hidroaviões a serviço das empresas mineradoras da região, mas também de ponto de chegada de colonos e de mercadoras, tendo um papel importante no desenvolvimento da cidade de Rouyn-Noranda.